# Sciadopitys verticillata
Espèce
Classification phylogénétique
Statut de conservation UICN

 NT  : Quasi menacé
Sciadopitys verticillata, aussi appelée Pin parasol du Japon, est une espèce relique d'arbres conifères, de l'ordre des Pinales, famille des Sciadopityaceae.
Difficile à situer dans la classification, les particularités morphologiques de cette espèce attestent d'une évolution très particulière et énigmatique.

## Description

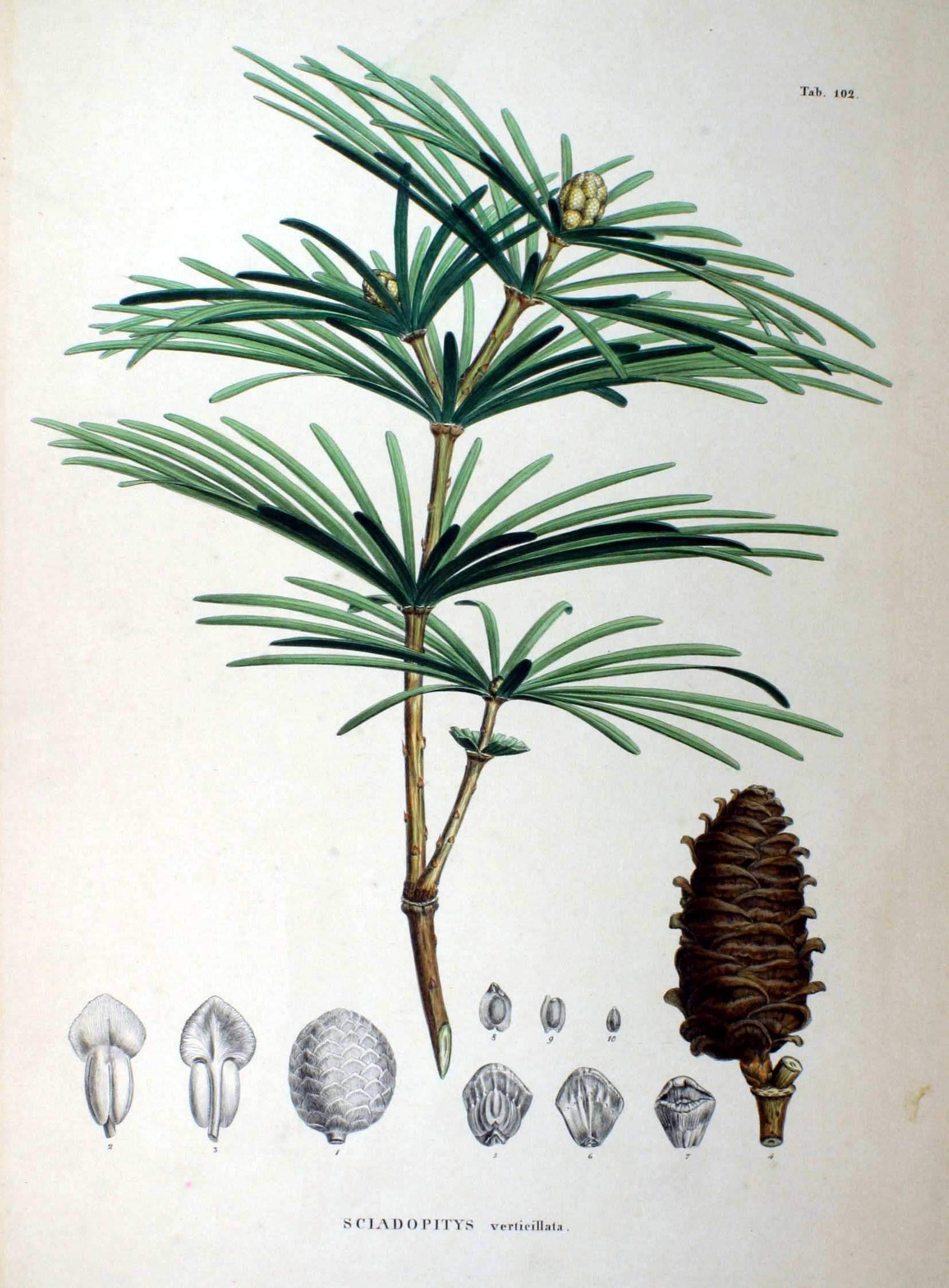
feuillage d'un Sciadopitys verticillata

Elle a un feuillage persistant et atteint 20 m.
Les rameaux et l'insertion des feuilles sont très particuliers.
De grandes feuilles vertes sont verticillées et insérées par deux tout autour du verticille, très près au-dessus de petites feuilles brunes en écaille formant elles aussi un verticille.
Ces feuilles brunes en écaille sont aussi situées en dehors des verticilles, le long des tiges.
Les feuilles vertes pourraient être un rameau minuscule réduit à deux feuilles, ou un cladode en forme de Y.
Les cônes mâles, axillaires (issus d'un bourgeon latéral), sont composés de microsporophylles à filet court et d'un écusson qui porte 2 à 9 microsporanges libres sur son bord inférieur.
L'arbre est de forme conique et dense, avec une écorce cartoneuse ressemblant à une écorce de séquoia, rouge-brun sombre, se délitant en lambeaux.
Sa croissance est lente: environ 5 à 8 m en 20 ans.

## Répartition et habitats
Actuellement, il pousse dans des forêts humides au Japon, mais des formes fossiles de Sciadopitys ont été trouvées depuis le Jurassique supérieur. Ce genre semble avoir une origine européenne. Au Crétacé, il vivait dans de nombreuses régions de l'hémisphère Nord tempéré. Sciadopitys cretacea, par exemple, est une espèce européenne disparue, proche de l'espèce actuelle.
Découvert en 1775 par Carl Thunberg il a été introduit en Europe en 1861.
Au Japon Sciadopitys verticillata fait partie des cinq espèces d'arbres protégés nommés les Kiso Goshinboku ou cinq arbres sacrés de Kiso.

## Synonyme
- Taxus verticillata Thunb.